# 德鲁恩托
德鲁恩托（意大利语：Druento），是意大利北部皮埃蒙特大区都灵省的一个市镇。总面积27.7平方公里，总人口8513，人口密度307.3人/平方公里（2010年12月31日）。